# Реакції сколювання
Реакція сколювання — ядерна реакція відщеплення легкого уламка від важкого ядра під час зіткнення з легким ядром (переважно з протонами або альфа-частинками). 
Доволі часто в літературі замість терміну "реакція сколювання" використовують термін "реакція розщеплення"[джерело?]. 
Пояснити процес взаємодії високоенергетичного ядра з  частинкою при  їх зіткненні  можна використовуючи поняття компаунд-ядро.

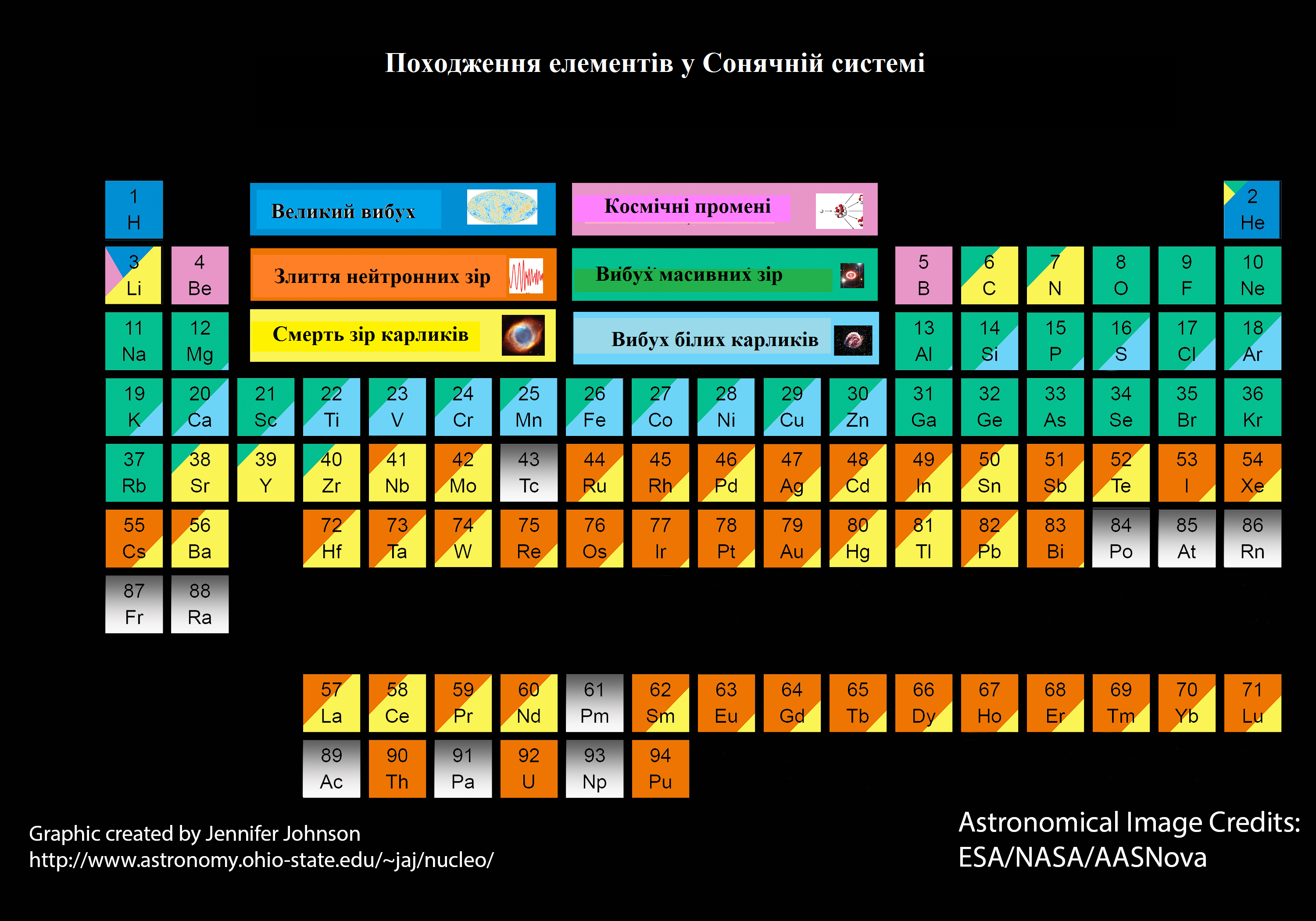
Ілюстрація в яких процесах утворювалися ті чи інші елементи з періодичної таблиці.

У ядерній астрофізиці реакції сколювання відіграють важливу роль в утворенні легких елементів: Дейтерію, Літію (Li), Берилію (Be), Бору (В) та для опису розщеплення {\displaystyle {\ce {^{4}He}}}. Вважається, що реакція відбувається коли космічні промені, а саме: ядра Карбону, Нітрогену та Оксигену зіштовхуються з протонами у міжзоряному середовищі. Або ж протони  з енергіями вище 20 МеВ можуть викликати реакції сколювання всіх без винятку важких ядер. При цьому взаємодія налітаючої частинки з ядром призводить до того, що ядро переходить в збуджений стан .
Енергія збудження розподіляється між нуклонами , поки випадковим чином не зосередиться на окремому нуклоні, який в результаті буде мати достатню енергію щоб подолати кулонівський бар'єр і вилетіти за межі ядра[джерело?].

## Переріз реакцій розщеплення
Щоб пояснити вміст легких елементів таких як Li, Be та В необхідно знати переріз утворення кожного хімічного елемента залежно від енергії налітаючої частинки. Такі дані отримуються експериментально на прискорювачах. Інший спосіб — моделювання процесу розщеплення ядра методом Монте-Карло.
Для цього необхідно розрахувати траєкторію протона в ядрі при випадково обраних початкових умовах. Взаємодія протона з нуклонами описується випадковим чином. Залежно від того, які частинки вибиваються з ядра і яка при цьому енергія збудженого ядра, батьківське ядро буде розколюватися різними способами, кожен з яких має певну ймовірність. У методі Монте-Карло такі обчислення повторюються велику кількість разів (в середньому — 100 000). Після чого виводиться середній спектр продуктів реакції (взаємодії протона з ядром).
Для обчислення вільного пробігу частинки в речовині необхідно знати перерізи непружних зіткнень. Ці величини використовуються для опису реакцій у міжзоряному середовищі.
|                       | Непружний переріз {\displaystyle 10^{-27}} см | Середня довжина вільного пробігу (г/см^2) |
| --------------------- | --------------------------------------------- | ----------------------------------------- |
| Елементи групи заліза | 650                                           | 2,6                                       |
| C,N,O                 | 250                                           | 6,7                                       |
| Li, Be, B             | 170                                           | 10                                        |

З кожною довжиною вільного пробігу можна пов'язати ймовірність фрагментації {\displaystyle P_{ps}} (тобто, середнє число вторинних ядер (s) яке виникає при фрагментації первинних (p).

## Рівняння переносу ядер та утворення Li, Be i B у міжзоряному середовищі
Щоб пояснити спостережуваний вміст продуктів фрагментації необхідно розв'язати рівняння переносу, яке отримується за припущення, що всі частинки проходять через одну й ту ж товщу речовини від 0 до х. Тобто існує взаємно-однозначна відповідність між довжиною пройденого шляху та кількістю утворених частинок. Також, для спрощення задачі, не враховується дифузія та втрати енергії. Із використанням всіх цих припущень рівняння переносу матиме вигляд:
{\displaystyle {\frac {dJ_{s}(x)}{dx}}=-{\frac {1}{l_{s}}}dJ_{s}(x)+\sum _{p>s}{\frac {P_{ps}}{l_{p}}}J_{p}(x)}
{\displaystyle J_{s}(x)} - потік ядер типу s після проходження через товщу речовини х г/см^2
{\displaystyle -{\frac {1}{l_{s}}}J_{s}(x)} - описує руйнування ядер сорту s в результаті реакцій розщеплення
{\displaystyle l_{s}} - середня довжина вільного пробігу в г/см^2.
{\displaystyle \sum _{p>s}{\frac {P_{ps}}{l_{s}}}J_{p}(x)} - описує утворення ядер s-го сорту при розщепленні важчих ядер сорту p.
Для вивчення еволюції всієї системи необхідно написати таке рівняння для кожного ізотопу з періодичної таблиці хімічних елементів , тому навіть без врахування дифузії та інших ускладнюючих факторів (таких як іонізаційні втрати) задача не є тривіальною. Крім цього необхідно також враховувати і розщеплення кінцевих продуктів.
За вмістом у космічних променях переважають такі елементи як : С, N, O, тому в першу чергу розглядається розщеплення саме цих ядер.
Для скорочення записів вводяться такі позначення : група М (елементи C,N,O) та група L для елементів  Li, Be, B.
Вважається, що при х=0 групи L в космічних променях не було. Таким чином можна записати систему рівнянь, які будуть описувати зв'язок між M та L.
{\displaystyle {\frac {dJ_{M}(x)}{dx}}=-{\frac {J_{M}(x)}{l_{M}}}}
{\displaystyle {\frac {dJ_{L}(x)}{dx}}=-{\frac {J_{L}(x)}{l_{L}}}+{\frac {P_{ML}(x)}{l_{M}}}J_{M}(x)}
З такими початковими умовами :
{\displaystyle J_{M}(0)=const} ,
{\displaystyle J_{L}(0)=0} .
Розв'язки рівнянь дають вміст елементів L після проходження через товщу середовища x:
{\displaystyle {\frac {J_{L}(x)}{J_{M}(x)}}=({\frac {P_{ML}l_{L}}{l_{L}-l_{M}}})\times (\exp({\frac {x}{l_{L}}}-{\frac {x}{l_{M}}})-1)}.
Якщо підставити спостережувані значення:
{\displaystyle {\frac {dJ_{L}(x)}{dJ_{M}(x)}}} = 0,25
Ймовірність фрагментації {\displaystyle P_{ML}}= 0.35 (середнє значення суми парціальних перерізів) та середні довжини вільного пробігу  {\displaystyle l_{L}} = 10 г/см^2   {\displaystyle l_{M}} = 6.7 г/см^2 .
Отримаємо, що для спостережуваної кількості хімічних елементів (Li, Be, B) у міжзоряному середовищі космічні промені мають пройти відстань x = 4.3  г/см^2
Детальний розподіл елементів групи L в рамках даної моделі добре узгоджується із спостережуваними даними.  

## Утворення ³He з ⁴He у міжзоряному середовищі
Рівняння переносу, яке описане в попередньому розділі, дозволяє пояснити  утворення {\displaystyle {\ce {^{3}He}}} з {\displaystyle {\ce {^{4}He}}} при розщепленні {\displaystyle {\ce {^{4}He}}} у міжзоряному газі. У цьому випадку важливими є наступні реакції, які описують взаємодію {\displaystyle {\ce {^{4}He}}} з протоном та ймовірні канали фрагментації  ядра:  
{\displaystyle {\ce {^{4}He + p -> ^{3}He + p + n}}}
{\displaystyle {\ce {^{4}He + p -> ^{3}He + p + p ->^{3}He + e^- + p + p}}}
Якщо при записі рівняння переносу припустити, що космічні промені теж проходять однакову відстань, отримаємо значення x = 4 г/см^2 .